# The Comedian's Guide to Survival
The Comedian's Guide to Survival es una película de comedia británico-canadiense de 2016 escrita por James Mullinger y Mark Murphy y protagonizada por James Buckley.

## Reparto
- James Buckley como James Mullinger
- MyAnna Buring como Nell
- Paul Kaye como Jay
- Neil Stuke como Simon
- Vas Blackwood como Will
- Natalie Stone como Olivia
- Clair Buckley como Pam
- Kevin Eldon como Nick Secker
- Peter Woodward como Morris
- Jalaal Hartley como Lance
- Richard Sandling como Richard
- James Mullinger como Brad Macey
- Mark Heap como Pick Up Driver
- Adrian Bouchet como Propietario de Fox and Hounds
- Jimmy Carr como él mismo
- Gilbert Gottfried como él mismo
- Omid Djalili como él mismo
- Luenell como ella misma
- Mike Wilmot como él mismo
- Gina Yashere como ella misma
- Brendon Burns como él mismo
- Mike Ward como él mismo

## Producción
La fotografía principal de The Comedian's Guide to Survival se llevó a cabo en Londres en agosto de 2015, luego del rodaje en Just For Laughs en Montreal, Quebec, Canadá, en julio de 2015. También hubo filmación adicional en Hampshire, Inglaterra.

## Estreno
La película fue estrenada en el Just for Laughs en Montreal, Canadá el 14 de julio de 2016, y posteriormente en el Reino Unido el 28 de octubre de 2016.